# Martín Ligüera
Martín Ligüera, vollständiger Name Martín Ricardo Ligüera López, (* 9. November 1980 in Montevideo) ist ein ehemaliger uruguayischer Fußballspieler.

## Karriere

### Verein
Der 1,72 Meter große Mittelfeldakteur Ligüera begann seine Karriere bei Nacional Montevideo. Dort spielte er zunächst von 1997 bis 1999. Im Jahr 1998 gewannen die Bolsos die uruguayische Meisterschaft. Anschließend wechselte er innerhalb Montevideos zum Club Atlético Cerro, für den er im Jahr 2000 aktiv war. 2001 folgte eine Station bei Defensor Sporting. Von 2002 bis 2003 stand er bei Fénix unter Vertrag. In jene Zeit fällt auch sein Debüt in der A-Nationalmannschaft Uruguays. Sodann verließ er seine uruguayische Heimat und trat in der Spielzeit 2003/04 ein erstes Auslandsengagement an. In jener Saison absolvierte er eine Partie für RCD Mallorca in der spanischen Primera División. Dabei handelte es sich allerdings nur um einen zehnminütigen Kurzeinsatz. Von Ende Januar 2014 bis Ende Juni jenes Jahres war er an die Grasshoppers Zürich verliehen. In den Jahren 2004 und 2005 wählte er seinen Wirkungskreis zunächst wieder in Uruguay bei Nacional Montevideo am Ausgangspunkt seiner Karriere. 2005 wurde er mit seinem Verein Uruguayischer Meister. In der Folgezeit führte ihn sein beruflicher Weg quer über den amerikanischen Kontinent. In Mexiko, Peru, Paraguay, Chile und zuletzt Brasilien waren seine arbeitgebenden Vereine angesiedelt. Der San Luis FC und Alianza Lima beschäftigten ihn in den Jahren 2005 bis 2006 (20 Spiele, ein Tor) bzw. 2006 bis 2007 (39 Spiele, acht Tore). Dazwischen kehrte er kurzzeitig zu Nacional Montevideo zurück. Bei den Bolsos stand er in der Clausura 2008 und der nachfolgenden Apertura der Spielzeit 2008/09 im Erstligakader. Neben acht Einsätzen in der Copa Libertadores für die Montevideaner, bei denen er einen Treffer erzielte, kam er auch in 24 Spielen der Primera División zum Zuge und schoss dort drei Tore. 2009 stand er dann in Reihen von Olimpia Asunción. Seine Einsatzbilanz weist bei dieser Station zehn Tore in 39 absolvierten Erstligaspielen aus. Von der Apertura 2010 bis einschließlich der Apertura 2011 werden in der chilenischen Primera División 45 Spiele und 14 Tore für Ligüera bei Unión Española ausgewiesen. Einem Engagement bei Athletico Paranaense in den Jahren 2012 bis 2013, wo er in Paranaense 1 und Série B 27 Einsätze mit fünf Toren vorweisen kann, schloss sich Anfang Mai 2013 ein Wechsel auf Leihbasis zum brasilianischen Zweitliga-Verein Joinville EC an. Für Joinville absolvierte er 13 Spiele (ein Tor) in der Serie B und zwei Partien in der Copa do Brasil. Anfang Januar 2014 wechselte er nach Uruguay zu Centro Atlético Fénix. Dort lief er bis zum Abschluss der Clausura 2014 in 15 Partien der Primera División auf und erzielte drei Treffer. In der Saison 2014/15 wurde er 22-mal (fünf Tore) eingesetzt. Während der Spielzeit 2015/16 stehen 26 Erstligaeinsätze (sechs Tore) für ihn zu Buche. Anfang August 2016 unterschrieb er einen Vertrag über anderthalb Jahre Laufzeit bei Nacional Montevideo. In der Saison 2016 gewann er mit den „Bolsos“ die uruguayische Meisterschaft und trug dazu mit sechs Treffern bei 13 Ligaeinsätzen bei. 2017 beendete er hier seine aktive Laufbahn.

### Nationalmannschaft
Ligüera gehörte der uruguayischen Junioren-Nationalmannschaft an, die 1999 an der U-20-Südamerikameisterschaft in Argentinien teilnahm und den zweiten Platz belegte. Für das A-Nationalteam debütierte er am 20. November 2002. Insgesamt absolvierte er 15 Länderspiele für Uruguay, in denen er sieben Tore erzielte. Sein letzter Einsatz für die Celeste datiert vom 26. Oktober 2005.

## Erfolge
U-20-Nationalmannschaft
- Vize-Südamerikameister 1999

Nacional Montevideo
- Uruguayischer Meister: 1998, 2005, 2016